# 爾雅匡名
《爾雅匡名》是清代學者嚴元照的《爾雅》研究著作，共20卷。
嚴元照因《爾雅》一書經歷代傳抄，文字多误，而邵晋涵所撰《爾雅正義》，“注解精当，而于俗本之误及载籍所引文字异同，為不录。因著此书，以补其未逮”。故該書利用《説文解字》校正《爾雅》用字。在《爾雅》研究中開闢了新的方法，既有文字學、校勘學上的價值，也起到在辨明文字的基礎上治經的工具性作用。